# Comuna Godeni, Argeș
Godeni este o comună în județul Argeș, Muntenia, România, formată din satele Bordeieni, Capu Piscului, Cotești, Godeni (reședința) și Malu.

## Așezare
Comuna se află în nord-estul județului, pe malul râului Bughea. Este străbătută de șoseaua națională DN73C, care leagă Câmpulung de Curtea de Argeș. Între Godeni și Cotești, acest drum se intersectează cu șoseaua județeană DJ732C, care o leagă spre nord de Bughea de Jos și Câmpulung (unde se termină în DN73) și spre sud de Schitu Golești (unde se termină tot în DN73).

## Demografie
Componența etnică a comunei Godeni
     Români (93,33%)
     Alte etnii (0,16%)
     Necunoscută (6,51%)
Componența confesională a comunei Godeni
     Ortodocși (88,76%)
     Evanghelici (2,09%)
     Creștini după evanghelie (1,46%)
     Alte religii (0,87%)
     Necunoscută (6,82%)
Conform recensământului efectuat în 2021, populația comunei Godeni se ridică la 2.535 de locuitori, în scădere față de recensământul anterior din 2011, când fuseseră înregistrați 3.037 de locuitori. Majoritatea locuitorilor sunt români (93,33%), iar pentru 6,51% nu se cunoaște apartenența etnică. Din punct de vedere confesional, majoritatea locuitorilor sunt ortodocși (88,76%), cu minorități de evanghelici (2,09%) și creștini după evanghelie (1,46%), iar pentru 6,82% nu se cunoaște apartenența confesională.

## Politică și administrație
Comuna Godeni este administrată de un primar și un consiliu local compus din 11 consilieri. Primarul, Ion Pădureanu[*], de la Partidul Social Democrat, este în funcție din 2000. Începând cu alegerile locale din 2024, consiliul local are următoarea componență pe partide politice:
|  | Partid                    | Consilieri | Componența Consiliului | Componența Consiliului | Componența Consiliului | Componența Consiliului | Componența Consiliului |
|  | ------------------------- | ---------- | ---------------------- | ---------------------- | ---------------------- | ---------------------- | ---------------------- |
|  | Partidul Social Democrat  | 5          |                        |                        |                        |                        |                        |
|  | Partidul Național Liberal | 3          |                        |                        |                        |                        |                        |
|  | Alianța Dreapta Unită     | 3          |                        |                        |                        |                        |                        |

## Istorie
La sfârșitul secolului al XIX-lea, comuna făcea parte din plasa Râurile a județului Muscel și era formată doar din satul de reședință, cu 818 locuitori ce trăiau în 207 case. În comună existau o biserică și o școală cu 48 de elevi, fondată în 1835. La acea vreme, pe teritoriul actual al comunei mai funcționau în aceeași plasă și comunele Capu Piscului și Cotești. Comuna Capu Piscului, cu un unic sat, avea 560 de locuitori; exista și aici o școală cu 36 de elevi. Comuna Cotești, și ea doar cu satul de reședință, avea 572 de locuitori în 129 de case; o școală cu 50 de elevi (dintre care 5 fete) și o biserică zidită în 1880.
Anuarul Socec din 1925 consemnează desființarea comunelor Capu Piscului și Cotești, satul primei fiind transferat la comuna Schitu Golești, iar satul celei de a doua — comunei Godeni. Astfel, comuna Godeni se afla în aceeași plasă și avea 2095 de locuitori în satele Cotești și Godeni. În 1931, comuna Capu Piscului s-a separat din nou de comuna Schitu Golești.
În 1950, comunele au fost transferate raionului Muscel din regiunea Argeș. În 1968, au trecut la județul Argeș; tot atunci comuna Capu Piscului s-a desființat și satul ei a trecut de această dată la comuna Godeni.

## Monumente istorice
În comuna Godeni se află trei cruci de piatră clasificate ca monumente memoriale sau funerare de interes național, toate aflate în satul Godeni: una din 1662 aflată în curtea bisericii; una din 1759 aflată pe vechiul drum spre Mărcuș în grădina lui Boldohan; și una din 1668 aflată în fostul cimitir din strada Popești.
În rest, alte două obiective din comună sunt incluse în lista monumentelor istorice din județul Argeș ca monumente de interes local, ambele clasificate ca monumente de arhitectură: biserica „Sfântul Nicolae” (1911) din Capu Piscului; și biserica „Nașterea Maicii Domnului” (1880) din Cotești.

## Personalități
- Eugeniu Gh. Proca (n. 12 ianuarie 1927 - d. 7 martie 2004), medic, membru de onoare al Academiei Române, fondator al Societății Române de Urologie. A efectuat primele transplanturi renale din România.
- Ileana Mălăncioiu (n. 23 ianuarie 1940), poetă contemporană și eseistă română.

## Localități înfrățite
- San Martino di Finita, Italia
- Tarxien, Malta